# 松井恵理子
松井 恵理子（まつい えりこ、1989年3月8日 - ）は、日本の女性声優、歌手。愛知県名古屋市中村区生まれ、愛知県蒲郡市出身。

## 経歴
生まれは愛知県名古屋市だが、転勤族だった関係で東京、大阪、浜松、名古屋と転々としていた。その中でも一番長く住んだ愛知県蒲郡市を出身としている。
父や兄の影響で子供の頃にアニメを見始め、テレビアニメ『ママレード・ボーイ』の松浦遊の声を「声優という職業の人が演じているのだ」と母から教わり、小学3年生頃から声優になることが夢となった。
中学生時代は吹奏楽に青春をかけていた。愛知県立蒲郡高等学校卒業。代々木アニメーション学院声優タレント科卒業後、インターナショナル・メディア学院入所。
2017年に、フルアルバム『にじようび。』でソロアーティストデビューする。
2025年2月1日、自身のXアカウントにて、1月31日をもってIAMエージェンシーを退所したことを報告。4月1日、ダックスプロダクション所属となったことが発表された。

## 人物
- 趣味は麻雀[6]、歌うこと[3]、寝ること[3]、散歩[3]、アニメ鑑賞[4]であり、特技はトランペット、イラスト[14]。この特技を生かし、イラストに関するラジオ『松井恵理子・内村史子のまイラぶストりーと』を担当するに至っている[15]。
- 漢検準2級、ワープロ実務検定2級、常識力検定3級の資格を持っている[14]。
- 好きな食べ物は白米、そうめん、和菓子（特に栗きんとん[7]）、嫌いな食べ物はネギ、ゆずなどの匂いの強いものをあげている[3]。
- 好きな言葉は、中学生時代に部活の先生から言われた「1％の才能と99％の努力があれば何でもできる」[7]で、座右の銘としていることは、「不撓不屈」である[3]。また、自身の性格を「追い詰められれば追い詰められるほど力を発揮するタイプ」だと語っている[7]。

## 愛称
愛称の「カッター」は、2013年10月20日に放送された『TVアニメ 未確認で進行形 制作発表 〜番組内容は確認しておきます〜』で共演の吉田有里が命名した「カッター」が視聴者アンケートで1位を取ったことが由来。
その後、『アイドルマスター シンデレラガールズ』の『デレラジ』第84回でゲスト出演した際に「カッターは名前に全然かかっていない」ということからアイドルマスター内では「まつえり」が愛称となった。
また、アニメ『えとたま』のラジオにて共演者の村川梨衣に「まつきゅん」とあだ名をつけてもらい、このあだ名を共演者内で使っている。

## 出演
太字はメインキャラクター。

### テレビアニメ
2012年
- GON -ゴン-（プレイリードッグ、ウサギ）
- SKET DANCE（女子生徒）
- 黄昏乙女×アムネジア（鈴木美奈）
- ドラえもん（テレビ朝日版第2期）

2013年
- 宇宙兄弟（レポーター、ママ、受付、女子）
- 幻影ヲ駆ケル太陽（女の子、少女C）
- まおゆう魔王勇者（魔族娘）
- ログ・ホライズン（2013年 - 2021年、五十鈴、加奈子、子供） - 3シリーズ

2014年
- アカメが斬る!（スズカ）
- ガールフレンド（仮）（三科果歩）
- さばげぶっ!（石動やよい）
- 幕末Rock（えり）
- FAIRY TAIL（カミカ）
- 普通の女子校生が【ろこどる】やってみた。（美原菫）
- Persona4 the Golden ANIMATION（シュレディンガー猫田）
- まじっく快斗1412
- 未確認で進行形（夜ノ森紅緒）
- RAIL WARS!（砂原成美）

2015年
- アイドルマスター シンデレラガールズ（神谷奈緒）
- えとたま（モ〜たん）
- 怪盗ジョーカー（2015年 - 2016年、シアン〈シャドウ幼少期〉）
- 銀魂゜（女子B、徳川茂茂〈少年時代〉）
- ケイオスドラゴン 赤竜戦役（楽紹）
- ジュエルペット マジカルチェンジ（ミッターマイヤー加藤）
- 城下町のダンデライオン（櫻田岬、ブブ、ライオ、ユニコ、レヴィ、イナリ、ベル、シャウラ）
- SHOW BY ROCK!!（2015年 - 2016年、吽） - 3シリーズ
- ミリオンドール（ゆりの）
- ヤング ブラック・ジャック（澪）
- レーカン!（メリーさん）

2016年
- 鬼斬（義経、女子）
- 三者三葉（形部聖）
- SUPER LOVERS（安西和奏）
- ツキウタ。 THE ANIMATION（俊平）
- ナースウィッチ小麦ちゃんR（レイ）
- ナゾトキネ（水上郷華）
- はがねオーケストラ（ナナカ）
- 私たち、らくろじ部!（深井ろんり）

2017年
- エルドライブ【ēlDLIVE】（トント・アート・トント）
- けものフレンズ（2017年 - 2019年、ヒグマ） - 2シリーズ
- つぐもも（2017年 - 2020年、黒耀） - 2シリーズ
- 王室教師ハイネ（ヘレーネ、少年、女子店員、少女、女の子）
- 武装少女マキャヴェリズム（天羽斬々）
- アイドルマスター シンデレラガールズ劇場（2017年 - 2019年、神谷奈緒） - 4シリーズ
- ひなろじ〜from Luck & Logic〜（ローザ、ウェスタ）

2018年
- オーバーロードII（エドストレーム）
- りゅうおうのおしごと!（司会者）
- ウマ娘 プリティーダービー（フジキセキ）
- 魔法少女サイト（水蓮寺清春）
- 新幹線変形ロボ シンカリオン（2018年 - 2022年、大空レイ） - 2シリーズ
- はねバド!（伊勢原空）
- 悪偶 -天才人形-（町 / クリスティ・ロス）
- 邪神ちゃんドロップキック（男の子）
- アニマエール!（犬養先生）

2019年
- モブサイコ100 シリーズ（2019年 - 2022年、エミ） - 2シリーズ
- 雨色ココア sideG（天見ヨーコ）
- 盾の勇者の成り上がり（女子、ラフタリアの母、貴族、洋裁屋）
- 魔法少女特殊戦あすか（ミア・サイラス）
- バミューダトライアングル 〜カラフル・パストラーレ〜（ポコ、カプリ、インコ〈リマ〉）
- 八月のシンデレラナイン（竹富亜矢）
- アフリカのサラリーマン（ジャカ美）
- 放課後さいころ倶楽部（牧京子）
- 厨病激発ボーイ（和泉杏夏）
- どるふろ -狂乱篇-（2019年 - 2020年、MP40、スコーピオン、M1911）

2020年
- 八十亀ちゃんかんさつにっき（2020年 - 2022年、雀田来鈴） - 3シリーズ
- pet（ウェイトレス）
- 歌舞伎町シャーロック（飼育員）
- うまよん（フジキセキ）
- 半妖の夜叉姫（2020年 - 2022年、日暮萌） - 2シリーズ
- D4DJ First Mix（女生徒）

2021年
- SHOW BY ROCK!! STARS!!（吽）
- ゴジラ S.P ＜シンギュラポイント＞（アナウンサー、キャスター、子供C、キャスターA、キャスターB）
- 結城友奈は勇者である ちゅるっと!（桐生静）
- ヴィジュアルプリズン（女性）
- プラオレ!〜PRIDE OF ORANGE〜（平野るな）

2022年
- ドールズフロントライン（スコーピオン）
- キャップ革命 ボトルマンDX（2022年 - 2023年、アップ奈々）
- 阿波連さんははかれない（2022年 - 2025年、幼いライドウ、道徳教師、ライドウ母） - 2シリーズ
- デート・ア・ライブ シリーズ（2022年 - 2024年、アルテミシア・ベル・アシュクロフト） - 2シリーズ
- 咲う アルスノトリア すんっ!（アブラメリン）
- ブッチギレ!（兄〈孤児〉）

2023年
- 老後に備えて異世界で8万枚の金貨を貯めます（マルセルの部下）
- おとなりに銀河（まちの級友、馬門紅葉）
- アリス・ギア・アイギス Expansion（四谷ゆみ）
- 事情を知らない転校生がグイグイくる。（かすみ）
- 好きな子がめがねを忘れた（テロップ、女子生徒）
- 聖者無双〜サラリーマン、異世界で生き残るために歩む道〜（教皇）
- ふしぎ駄菓子屋 銭天堂（淳輔）
- 聖剣学院の魔剣使い（エルザ）

2024年
- バーテンダー 神のグラス（川上京子）
- 転生したら第七王子だったので、気ままに魔術を極めます（2024年 - 2025年、シロ） - 2シリーズ
- ポケットモンスター（2024年 - 2025年、キハダ）
- VTuberなんだが配信切り忘れたら伝説になってた（ゲーム音声）
- わんだふるぷりきゅあ!（2024年 - 2025年、トラメ）
- さようなら竜生、こんにちは人生（マリーダ）
- 君は冥土様。（あげもち太郎、人好の母）

2025年
- ユア・フォルマ（女性店員）
- かくして!マキナさん!!（有馬博士、防人アルマ）
- ぬきたし THE ANIMATION（南風成凪子）
- 笑顔のたえない職場です。（角館塔子）

### 劇場アニメ
- 劇場版 七つの大罪 天空の囚われ人（2018年、天翼人）
- 劇場版 王室教師ハイネ（2019年、ヘレーネ）
- りさいくるずー（2019年、うさぎ星人[81]）
- 劇場版 新幹線変形ロボ シンカリオン 未来からきた神速のALFA-X（2019年、大空レイ）
- 100日間生きたワニ（2021年、テレビキャスター）
- ウマ娘 プリティーダービー 新時代の扉（2024年、フジキセキ[82]）

### OVA
- ファンタジスタ ステラ（2014年 - 2015年、坂本琴音） - コミックス第8 - 10巻DVD付き限定版
- 普通の女子校生が【ろこどる】やってみた。 クリスマススペシャル（2015年、美原菫）
- たまゆら〜卒業写真〜 第3部 憧-あこがれ-（2015年、東和恋子）[83]
- ウマ娘 プリティーダービー BNWの誓い（2018年、フジキセキ）
- アリス・ギア・アイギス 〜ドキッ！アクトレスだらけのマーメイドグランプリ♡〜（2021年、四谷ゆみ[84]） - OVA視聴用QRコード同梱商品

### Webアニメ
2010年代
- ニンジャスレイヤー フロムアニメイシヨン（2015年、マチ）
- Bonjour♪恋味パティスリー（2015年、女子生徒C、朝井リサ）
- アイドルマスター シンデレラガールズ劇場 火曜シンデレラシアター / Extra Stage（2017年 - 2021年、神谷奈緒） - 2シリーズ
- THE IDOLM@STER CINDERELLA GIRLS 8周年特別企画 Spin-off!（2019年、ナオ〈神谷奈緒〉）

2020年代
- キャップ革命 ボトルマン（2020年、ジャッジーナ・ナツ）
- オルタード・カーボン:リスリーブド（2020年、Additional Voice）
- どるふろ -癒し篇2-（2021年、スコーピオン、MP40）
- 夜の国（2021年、陽菜）
- えとたま〜猫客万来〜（2021年、モ〜たん）
- CINDERELLA GIRLS 10th Anniversary Celebration Animation ETERNITY MEMORIES（2022年、神谷奈緒）
- 放課後のブレス（2023年、ネモ）
- 大奥（2023年、徳川家光）

### ゲーム
2011年
- 久遠の絆 再臨詔 フルボイス版（天野聡子）

2013年
- ワンダーキング2（アイラ）

2014年
- アイドルマスター シンデレラガールズ（2014年 - 2024年、神谷奈緒） - 2作品
- 俺の屍を越えてゆけ2（七枝タケル、お地母ノ木実、若草山萌子、東風吹姫、土公ノ八雲）
- ガールフレンド（仮）（2014年 - 2023年、三科果歩）

2015年
- ウチの姫様がいちばんカワイイ（ソニア・レムレス）
- 鬼斬 百鬼夜行（義経）
- オルタンシア・サーガ -蒼の騎士団-（モーニカ）
- クルセイダークエスト（アヌート）
- けものフレンズ（ノロジカ、ギロロ、ホンドテン、シロミミオポッサム）
- ザクセスヘブン（季田暦）
- 神撃のバハムート（レイラ）
- シューティングガール（三好ユイ、SIG P226、キャリコM100）
- プリンセスメーカー（娘）
- ミラクルガールズフェスティバル（夜ノ森紅緒）
- よるのないくに（ミストラル）

2016年
- あんさんぶるガールズ!!（夜霧はやて）
- 鬼斬 〜日本を旅するRPG〜（義経）
- 俺に働けって言われても 酉（ラビアティ・ヒペリクム・エンブリオマ・オウシジウム・グラニム・オウパトリウム・ジゴペタル・ユパトリム・マクラツム）
- 黒先輩と黒屋敷の闇に迷わない（先輩） - RPGアツマール版
- ドリフトガールズ（芳野弥歩）
- NightCry（ルーニー）
- バレットガールズ2（冴嶋嵐）
- プリズミック（リセ）
- 魔法図書館キュラレ（セラ）
- めがみめぐり（タキツヒメ）
- 勇者死す。（メリーアン）
- りりくる Rainbow Stage!!!（各務晴）

2017年
- 一血卍傑-ONLINE-（モミジ）
- グリモア〜私立グリモワール魔法学園〜（松井恵理子）
- UNLEASHED（アリヤル）
- あくしず戦姫 〜戦場を駆ける乙女たち〜（SU-152重自走砲、ブルムベア、ボーファイターMk.IF、戦艦ミズーリ、空母シャルル・ド・ゴール、V号戦車パンターG型、十八試局地戦闘機 震電、戦艦カリフォルニア）
- グリムノーツ（ネコ夫人）
- モン娘☆は〜れむ（黒耀）
- 八月のシンデレラナイン（竹富亜矢）
- Q＆Qアンサーズ（ソフィ）
- プリンセス・プリンシパル GAME OF MISSON（朧）
- 限界凸城 キャッスルパンツァーズ（シャロン）
- 旋光の輪舞2（三条忍）
- きららファンタジア（ポルカ）
- 神式一閃 カムライトライブ（メイカ）
- レゴニンジャゴー ムービー ザ・ゲーム（ロイド）

2018年
- アリス・ギア・アイギス（2018年 - 2024年、四谷ゆみ）
- FATAL TWELVE（獅子舞凛火）
- ドールズフロントライン（M1911、MP40、スコーピオンVz61、FAMAS）
- 幽☆遊☆白書 100%本気バトル（鈴駒）
- カンフー娘（天山妃姫]）
- 黒騎士と白の魔王（バステト）
- 天華百剣 -斬-（星月夜正宗）
- エターナルスカーレット紅の騎士団（イブ]）

2019年
- テリアサーガ（ルティカ）
- DarkAvenger X（ウィザード）
- 禍つヴァールハイト（パルセノス）
- SHOW BY ROCK!!（吽）
- クイズRPG 魔法使いと黒猫のウィズ（リーリャ・ヤロスキ）
- 結城友奈は勇者である 花結いのきらめき（2019年 - 2022年、桐生静）
- けものフレンズ3（ヒグマ、ひぐまモン）
- マギアレコード 魔法少女まどか☆マギカ外伝（奏遥香）
- 東方キャノンボール（藤原妹紅）
- 乱闘堂（シオン）
- 十三機兵防衛圏（沢渡美和子）

2020年
- SHOW BY ROCK!! Fes A Live（吽）
- 逆転オセロニア（セメレー）
- エースヴァージン：再出撃（Ta 152、ソードフィッシュ）
- グラフィティスマッシュ（メアリ）

2021年
- 星間パイオニア（霧香、レイミリア）
- 咲う アルスノトリア（アブラメリン）
- ウマ娘 プリティーダービー（2021年 - 2024年、フジキセキ）
- アストリア アセンディング（ULAN）
- タイムディフェンダーズ（ヘクトール）
- クラッシュフィーバー（萬山財神）
- カルテットファンタジア（アンジェラ）

2022年
- リクロスレジェンダリー（シェリー）
- 共闘ことばRPG コトダマン（セイ死ヴァリエー、タクハタノビヒメ、カツナヒコナ）
- アーテリーギア-機動戦姫-（ユウイ）
- マリオ+ラビッツ ギャラクシーバトル（ラビッツロゼッタ）

2023年
- ブルーアーカイブ -Blue Archive-（2023年 - 2024年、桑上カホ）
- 嘘から始まる恋の夏（霜月深玲）
- 東方幻想エクリプス（鈴仙・優曇華院・イナバ）

2024年
- 崩壊:スターレイル（ミーシャ）
- ウマ娘 プリティーダービー 熱血ハチャメチャ大感謝祭!（2024年、フジキセキ） - DLC追加キャラクター

### ドラマCD
2010年
- のぶながっ!（足利義昭）

2011年
- まおゆう魔王勇者エピソード0 - 2付録ドラマCD（魔族娘）
- 妄想ボイスCDシリーズ「本当は怖い女CD 〜恐怖度200％！ホラーよりも怖い、あなたの隣の女たち〜」（鬼嫁、潔癖症な女）

2013年
- ニンジャスレイヤー（マチ）

2014年
- THE IDOLM@STER CINDERELLA GIRLS Cool Summer Vacation!（神谷奈緒）
- 南鎌倉高校女子自転車部（秋月巴） - 単行本第5巻ドラマCD付き初回限定版

2015年
- 紫電改のマキ（古嵐蛍） - 『チャンピオンRED』6月号特別付録
- りりくる - LIly LYric cyCLE - Vol.4 - 6（各務晴）

2016年
- アイドルマスター シンデレラガールズ 「Challenges to change」（神谷奈緒） - テレビアニメ BD / DVD 第8巻 完全生産限定版特典ドラマCD
- ドラマCD りりくるVol.7『輝く!? スターの条件!』（各務晴） - 初回限定版封入
- 魔術士オーフェンはぐれ旅 魔術学校攻防 / 鋏の託宣 初回限定版 特典ドラマCD（ベイジット）
- 魔術士オーフェンしゃべる無謀編2・5 特典ドラマCD（ベイジット）

2017年
- うちの娘の為ならば、俺はもしかしたら魔王も倒せるかもしれない。（リタ・クリューゲル）
- しすたー・いん・らう！（リリ）

2018年
- アイドルマスター シンデレラガールズ WILD WIND GIRL（神谷奈緒） - 第5巻特装版オリジナルCD
- コレットは死ぬことにした（ハリー） - 単行本第10巻ドラマCD付き初回限定版
- コレットは死ぬことにした ドラマCD〜ディオニュソス様 月夜の宴会編〜（ハリー） - 『花とゆめ』2018年 5/5 号付録ドラマCD

2019年
- 秘密の花束（我妻波留）

2020年
- ミリオンドール 第6巻付属ドラマCD「ミリオンドールnextbeat」（ゆりの）
- ハナキリンの魔法キス・イン・ザ・ダーク（富坂 さつき）
- コレットは死ぬことにした-ボイスカード〜ずっと伝えたかったこと編〜(ハリー)

2022年
- 少女軌道のリユニオン Episode2『星くずのReminiscence』（ラムダ）

### 吹き替え

#### 映画
- アメリカン・バナナパイ UNRATED（マリー）
- エターナル -奇蹟の出会い-（ニッケル）
- ジグザグキッドの不思議な旅（ノノ・フェールバーグ〈トマス・シモン〉）
- ソリタリー・マン（アリソン・カーシュ〈イモージェン・プーツ〉）
- チャイニーズ・フェアリー・ストーリー（翠竹）
- 2022（側近）
- ハルマゲドン（秘書）

#### テレビドラマ
- 名探偵ポワロ ※デアゴスティーニ版
  - 青列車の秘密（レノックス）
  - 鳩のなかの猫（シャイスタ）

#### アニメ
- シーフード（パップ）
- レゴ ニンジャゴー 〜スピン術バトルの使い手〜（ロイド・ガーマドン〈ガーマドン小僧〉、ウー少年、遊園地の少年）[177][178]
- レゴ チーマ 〜アニマル戦士たちの伝説〜（ファーティ）
- レゴ フレンズ 〜ともだち キラキラ! ものがたり〜（オリビア）
- レゴニンジャゴー ザ・ムービー（2017年、ロイド[179]）
- レゴ モンキーキッド（2020年 - 2021年、スパイダークイーン）

### デジタルコミック
- となりの柏木さん（2013年、安倍川琴理）
- 失恋ショコラティエ（2015年、加藤えれな[180]）
- マリッジグレー（2024年、槌岡憙乃[181]）

### オーディオブック
- 謎解きはディナーのあとで（宝生麗子）

### オーディオドラマ
- 武装少女マキャヴェリズム ドSな女帝に監禁されて骨の髄まで愛されるASMR 天羽斬々（2021年、天羽斬々）
- ASMRボイスドラマ 黒先輩と黒屋敷の闇に迷わない（2022年、先輩[182]）
- お飾り王妃になったので、こっそり働きに出ることにしました（2022年、ロイスリーネ[183]）
- ウマ娘 プリティーダービー 新時代の扉 オーディオドラマ「また星は巡る」（2025年、フジキセキ）

### パチンコ
- P SHOW BY ROCK!!（2019年、吽）

### ラジオ
※はインターネット配信。
- 堀川りょうの声優への道（ラジオ大阪、アシスタント）
- 千和と奈央のまおゆうメイドラジオ（2011年、2012年、ニコニコ生放送※、ファミ通.com※）
- なお☆えりの『まおゆう』盛り上げた〜い!：映像配信（2013年、ニコニコ生放送※）
- 未確認で進行形〜うまく言えないのでラジオで確認してください〜（2014年、音泉※）[184]
- 『ログ・ホライズン』ラジオ 〜エルダー・テイル通信〜（2014年、ファミ通.com※）[185]
- EXIT TUNES PRESENTS ラジオ半熟少女（2014年 - 2015年、HiBiKi Radio Station※）[186]
- えとたまらじお〜ソルラルくれにゃ!〜（2014年 - 2016年、2021年、音泉※、HiBiKi Radio Station※）[187][188]
- 猫ブース鬼パーセント芋!!ハイパースクロール!みらくるあ〜る!（2015年 - 2016年、ニコニコチャンネル※）
- 松井恵理子・内村史子のまイラぶストりーと（2015年 - 2017年、ラジオ大阪、アニメイトTV※、YouTube※）[15]
- 春佳と恵理子のりりくるRadio Stage!!!（2016年、音泉※）[189]
- 「俺に働けって言われても酉」発売記念特番（2016年、音泉※）[190]
- 松井恵理子のにじらじっ!（2016年 - 、音泉※）
- 松井恵理子×高野麻里佳の秋田女子学園マスコミ研究会（2017年 - 2019年、ニコニコ生放送※）[191]
- 高森奈津美と松井恵理子の大体こんな感じ presented by コミックキューン（2017年 - 2018年、ニコニコチャンネル※、YouTube※）[192]
- 松井恵理子の少女マンガに埋もれたい！（2017年、マンガParkスマートフォンアプリ内配信※）[193]
- 立花理香のハッピーマネー・プロジェクト（2018年 - 2019年、マンスリーパーソナリティ、音泉※）[194]
- ラジオ『結城友奈は勇者である 花結いのきらめき』勇者部活動報告（2020年 - 2021年、音泉※）[195]

### ラジオCD
- 未確認で進行形〜うまく言えないのでラジオで確認してください〜（2014年）
  - 〈音泉〉スペシャルCD2014夏[196]
  - グッズセット 録りおろし特別CD[197]
  - ラジオCD Vol.1 - 3[198][199][200]
  - ラジオCD Vol.1 - 3 音泉通販特典CD[201][202][203]
- 「えとたまらじお〜ソルラルくれにゃ!〜」（2014年 - 2016年）
  - 〈音泉〉スペシャルCD2014冬[204]、2015夏&冬[205][206]
  - 〈音泉〉サプリCD2015&2016春[207][208]
  - 聴いたら4倍楽しめる可能性のあるCD[209]※ラジオCD「えとたま」Vol.3 今こそ神楽遷偶を決めろ！すごろくせっと同梱
  - ダイジェストCD 100円(税込)くれにゃ！[210]※AnimeJapan 2015限定
  - ラジオCD Vol.1 - 4[211][212][213][214]
- ラジオCD EXIT TUNES PRESENTS ラジオ半熟少女（2015年）[215]
- 春佳と恵理子のりりくるRadio Stage!!!（2016年）
  - ラジオCD[216]
  - ラジオCD 音泉通販限定特典 録りおろしラジオCD[216]

### テレビ番組
※はインターネット配信。
- アニメマシテ（2014年6月2日・9日、テレビ東京）MC
- 「城下町のダンデライオン」サクラダファミリーニュース（2015年7月3日、17日、31日、8月14日、28日、9月25日22時〜22時30分、ニコニコ生放送※）[217]
- 松井恵理子・松嵜麗の声優アニ雑団（2016年 - 2018年、AbemaTV※）[218]
- 声優おた雑談（2021年 ニコニコチャンネル※）[219]
- なっちゃんえりちゃんのえらい!すごい!（2022年 - 、ニコニコ生放送※、YouTube※）[220]

### 映像商品
- ハアハアDVD（2011年）[221]
- THE IDOLM@STER CINDERELLA GIRLS 2ndLIVE PARTY M@GIC!!（2015年）[222]
- THE IDOLM@STER CINDERELLA GIRLS 3rdLIVE シンデレラの舞踏会 -Power of Smile- Blu-ray Day2（2016年）[223]
- 「内田彩の今夜一献傾けて」 銀座 ・群馬 編（2019年）[224]
- 松井恵理子のにじらじっ! 
  - にじらじっ！沖縄旅行記っ！晴から雨までなんくるないさ〜！（2020年）[225]
  - にじらじっ！200回記念ロケあつまれ！ほんものの森！〜みんなでグランピングしてみたいんじゃッ！〜（2021年）[226]
- THE IDOLM@STER M@STERS OF IDOL WORLD!!!!! 2023 Blu-ray PERFECT BOX!!!!!（2023年）[227]

### その他コンテンツ
- 美人時計（2012年、実写出演）
- もろみ酢・黒酢をお酒と一緒に　Charmy moromi[228]
- クラリオン 方言版ダウンロードボイス（安城詩織[229]）
- スカパー！インフォマーシャル（実写出演）
- TVCM オンラインクレーンゲーム「トレバ」松井恵理子ラップ篇（2015年12月）[230]
- もう待ちきれない!ログ・ホライズン 第2シリーズ（ナレーション）
- 音泉インフォメーション（2017年1月）
- 温泉むすめ（南知多まゆの[231]）
- CHARMS!!（有頂天リヴェル[232]）

## ディスコグラフィ

### シングル
|     | 発売日        | タイトル   | 規格品番  |
| --- | ------------- | ---------- | --------- |
| 1st | 2019年4月24日 | irouta     | TBCM-1090 |
| 2nd | 2020年3月25日 | いろあわせ | TBCM-1162 |

### アルバム
|            | 発売日        | タイトル     | 規格品番   | 規格品番   | オリコン最高位 |
| 初回限定盤 | 発売日        | タイトル     | 通常盤     |            | オリコン最高位 |
| ---------- | ------------- | ------------ | ---------- | ---------- | -------------- |
| 1st        | 2017年1月25日 | にじようび。 | TKCA-74466 | TKCA-74467 | 26位           |

### タイアップ曲
| 楽曲     | タイアップ                       | 時期   |
| -------- | -------------------------------- | ------ |
| デッサン | テレビアニメ『ナゾトキネ』挿入歌 | 2016年 |

### キャラクターソング
| 発売日   | 商品名 | 歌 | 楽曲                                                                | 備考                                                                             |
| 2014年   | 2014年 | 2014年 | 2014年                                                              | 2014年                                                                           |
| -------- | --- | --- | ------------------------------------------------------------------- | -------------------------------------------------------------------------------- |
| 2月19日  | とまどい→レシピ | みかくにんぐッ！ | 「とまどい→レシピ」                                                 | テレビアニメ『未確認で進行形』オープニングテーマ                                 |
| 2月19日  | とまどい→レシピ | みかくにんぐッ！ | 「放課後ばけーしょん」                                              | テレビアニメ『未確認で進行形』関連曲                                             |
| 2月19日  | まっしろわーるど | みかくにんぐッ！ | 「まっしろわーるど」                                                | テレビアニメ『未確認で進行形』エンディングテーマ                                 |
| 2月19日  | まっしろわーるど | みかくにんぐッ！ | 「ぜんたい的にセンセーション」                                      | テレビアニメ『未確認で進行形』関連曲                                             |
| 3月19日  | 未確認でキャラソン02 | 夜ノ森紅緒（松井恵理子） | 「Good♡Smell」 「Eternal My Sister」 「ぜんたい的にセンセーション」 | テレビアニメ『未確認で進行形』関連曲                                             |
| 4月16日  | 未確認で進行形 DVD & Blu-ray Vol.2 音声特典 キャラクターソングCD                                                                                | ひばり高校生徒会 | 「ウェルカム！生徒会」                                              | テレビアニメ『未確認で進行形』関連曲                                             |
| 4月30日  | THE IDOLM@STER CINDERELLA MASTER 027 神谷奈緒                                                                                                   | 神谷奈緒（松井恵理子） | 「2nd SIDE」                                                        | ゲーム『アイドルマスター シンデレラガールズ』関連曲                              |
| 5月14日  | 未確認で進行形 DVD & Blu-ray Vol.3 音声特典 キャラクターソングCD                                                                                | 夜ノ森紅緒（松井恵理子） | 「とまどい→レシピ」                                                 | テレビアニメ『未確認で進行形』関連曲                                             |
| 8月20日  | 半熟少女 | 白銀貴子（松井恵理子） | 「ハローラフター」                                                  | ドラマCD『半熟少女』関連曲                                                       |
| 8月20日  | 半熟少女 | 白銀貴子（松井恵理子）、白波海優（M・A・O） | 「十面相」                                                          | ドラマCD『半熟少女』関連曲                                                       |
| 10月14日 | ニンジャスレイヤー オリジナル・サウンド・トラック                                                                                               | マチ（松井恵理子） | 「ラブ王侯」                                                        | ドラマCD『ニンジャスレイヤー ザイバツ強襲！』劇中歌                              |
| 12月17日 | THE IDOLM@STER CINDERELLA MASTER Cool jewelries! 002                                                                                            | 川島瑞樹（東山奈央）、白坂小梅（桜咲千依）、アナスタシア（上坂すみれ）、神谷奈緒（松井恵理子）、北条加蓮（渕上舞） | 「オルゴールの小箱」 「ゴキゲンParty Night」                        | ゲーム『アイドルマスター シンデレラガールズ』関連曲                              |
| 12月17日 | THE IDOLM@STER CINDERELLA MASTER Cool jewelries! 002                                                                                            | 神谷奈緒（松井恵理子） | 「君の知らない物語」                                                | ゲーム『アイドルマスター シンデレラガールズ』関連曲                              |
| 2015年   | | |                                                                     |                                                                                  |
| 2月4日   | 半熟少女2 | 白銀貴子（松井恵理子） | 「タイムマシン」                                                    | ドラマCD『半熟少女』関連曲                                                       |
| 2月4日   | 半熟少女2 | 白銀貴子（松井恵理子）、白波海優（M・A・O） | 「織姫シンドローム」                                                | ドラマCD『半熟少女』関連曲                                                       |
| 3月4日   | ログ・ホライズン オリジナル サウンドトラック 2                                                                                                  | 五十鈴（松井恵理子） | 「バースデイ・ソング」                                              | テレビアニメ『ログ・ホライズン』劇中歌                                           |
| 3月18日  | 未確認で歌唱形 〜主題歌やらそうじゃないのやら色々入っているのでとにかく聴いてください。〜                                                       | みかくにんぐッ！ | 「未確認ふゅーちゃー」                                              | テレビアニメ『未確認で進行形』                                                   |
| 4月22日  | blue moment | ソルラルBOB | 「blue moment」                                                     | テレビアニメ『えとたま』エンディングテーマ                                       |
| 4月22日  | blue moment | エトリオール | 「ソルラルくれにゃ！」                                              | ラジオ『えとたまらじお〜ソルラルくれにゃ！〜』                                   |
| 4月22日  | blue moment | ソルラルBOB | 「blue moment [LIVE ARRANGE ver.]」                                 | テレビアニメ『えとたま』エンディングテーマ                                       |
| 4月29日  | 旅路宵酔ゐ夢花火 | 徒然なる操り霧幻庵 | 「旅路宵酔ゐ夢花火」                                                | テレビアニメ『SHOW BY ROCK!!』挿入歌                                             |
| 4月29日  | 旅路宵酔ゐ夢花火 | 徒然なる操り霧幻庵 | 「時は短し歌えや乙女たち」                                          | テレビアニメ『SHOW BY ROCK!!』関連曲                                             |
| 5月20日  | えとたま キャラクターソングミニアルバム (1) | にゃ〜たん（村川梨衣）、モ〜たん（松井恵理子）、ピヨたん（佐々木未来） | 「激メシ!!わがにゃの晩ごはん」                                      | テレビアニメ『えとたま』関連曲                                                   |
| 5月20日  | えとたま キャラクターソングミニアルバム (1) | モ〜たん（松井恵理子） | 「ラヴ・グラビティ」 「blue moment [もーっと！モ〜たんver.]」       | テレビアニメ『えとたま』関連曲                                                   |
| 7月22日  | TVアニメ「えとたま」陸【きゃにめ.jp限定版】特製 ミュージックダウンロードコード付きポストカード 参                                               | モ〜たん（松井恵理子） | 「blue moment モ〜たんソルラルチャージVer.」                        | テレビアニメ『えとたま』関連曲                                                   |
| 7月22日  | TVアニメ「SHOW BY ROCK!!」第2巻 【きゃにめ.jp限定版特典】ソロバージョン全6曲収録ミニアルバム                                                    | 吽（松井恵理子） | 「旅路宵酔ゐ夢花火」 「時は短し歌えや乙女たち」                     | テレビアニメ『SHOW BY ROCK!!』関連曲                                             |
| 8月26日  | Dreamin'× Dreamin'!! | イトリオ | 「Dreamin'× Dreamin'!!」                                            | テレビアニメ『ミリオンドール』オープニングテーマ                                 |
| 8月26日  | Dreamin'× Dreamin'!! | イトリオ | 「Sweet berry, Strawberry♡」                                        | テレビアニメ『ミリオンドール』挿入歌                                             |
| 9月16日  | レーカン！ BD・DVD 第3巻特典CD | オールスターキャスト | 「カラフルストーリー」                                              | テレビアニメ『レーカン！』関連曲                                                 |
| 10月14日 | THE IDOLM@STER CINDERELLA GIRLS ANIMATION PROJECT 2nd season 05                                                                                 | Triad Primus | 「Trancing Pulse」 「できたてEvo! Revo! Generaion!」                | テレビアニメ『アイドルマスター シンデレラガールズ』挿入歌                        |
| 11月19日 | ゲーム「グランキングダム」ミニサウンドトラックCD                                                                                                | コロナ・オルデイン（松井恵理子） | 「戦火の祈り」                                                      | ゲーム『グランキングダム』エンディングテーマ                                     |
| 11月25日 | 晴♥星良『Aozora Shooting Star☆彡』 | 各務晴（松井恵理子）、樋辻星良（藤田咲） | 「Aozora Shooting Star☆彡」                                         | 『りりくる』関連曲                                                               |
| 11月25日 | TVアニメ「SHOW BY ROCK!!」第6巻 完全新作ソロ＆デュエットプロジェクトCD (2)                                                                      | 阿（早見沙織）、吽（松井恵理子） | 「掻き鳴らせよ旋律」                                                | テレビアニメ『SHOW BY ROCK!!』関連曲                                             |
| 2016年   | | |                                                                     |                                                                                  |
| 3月30日  | THE IDOLM@STER CINDERELLA GIRLS ANIMATION PROJECT ORIGINAL SOUNDTRACK                                                                           | 島村卯月（大橋彩香）、本田未央（原紗友里）、渋谷凛（福原綾香）、神谷奈緒（松井恵理子）、北条加蓮（渕上舞） | 「STORY」                                                           | テレビアニメ『アイドルマスター シンデレラガールズ』関連曲                        |
| 4月20日  | 流離〜SASURAI〜 | 徒然なる操り霧幻庵 | 「流離 〜SASURAI〜」 「儚い恋心」                                   | テレビアニメ『SHOW BY ROCK!!』関連曲                                             |
| 5月3日   | きゃにめ限定版 ライトノベル 魔法少女オーバーエイジ「二番煎じなんてレベルじゃないっ」付属CD 『魔法少女オーバーエイジ-the second brew of Magic-』 | 小宮ももか（M・A・O）、児玉あおい（松井恵理子） | 「lumiere」                                                         | 『魔法少女オーバーエイジ』関連曲                                                 |
| 9月21日  | SHOW BY ROCK!! BEST Vol.2 | 徒然なる操り霧幻庵［吽（松井恵理子）］ | 「彩る夢は神風の如く」                                              | ゲーム『SHOW BY ROCK!!』関連曲                                                   |
| 11月16日 | 十六夜ゐ雪洞唄 | 徒然なる操り霧幻庵 | 「十六夜ゐ雪洞唄」                                                  | テレビアニメ『SHOW BY ROCK‼︎#』挿入歌                                             |
| 11月16日 | 十六夜ゐ雪洞唄 | 徒然なる操り霧幻庵 | 「幻想よ咲け」                                                      | テレビアニメ『SHOW BY ROCK‼︎#』関連曲                                             |
| 2017年   | | |                                                                     |                                                                                  |
| 1月11日  | ウマ娘 プリティーダービー STARTING GATE 02 | フジキセキ（松井恵理子） | 「DREAM JACK」                                                      | ゲーム『ウマ娘 プリティーダービー』関連曲                                        |
| 1月11日  | ウマ娘 プリティーダービー STARTING GATE 02 | マルゼンスキー（Lynn）、フジキセキ（松井恵理子）、オグリキャップ（高柳知葉） | 「UNLIMITED IMPACT」 「うまぴょい伝説」                             | ゲーム『ウマ娘 プリティーダービー』関連曲                                        |
| 2月8日   | THE IDOLM@STER CINDERELLA MASTER EVERMORE | アナスタシア（上坂すみれ）、緒方智絵里（大空直美）、神谷奈緒（松井恵理子）、川島瑞樹（東山奈央）、輿水幸子（竹達彩奈）、小早川紗枝（立花理香）、佐久間まゆ（牧野由依）、白坂小梅（桜咲千依）、高森藍子（金子有希）、十時愛梨（原田ひとみ）、日野茜（赤﨑千夏）、北条加蓮（渕上舞）、星輝子（松田颯水）、堀裕子（鈴木絵理）、三村かな子（大坪由佳） | 「ゴキゲンParty Night」                                             | ゲーム『アイドルマスター シンデレラガールズ』関連曲                              |
| 2月8日   | THE IDOLM@STER CINDERELLA MASTER EVERMORE | 大橋彩香、福原綾香、原紗友里、藍原ことみ、青木志貴、青木瑠璃子、飯田友子、五十嵐裕美、今井麻夏、上坂すみれ、内田真礼、桜咲千依、大空直美、大坪由佳、金子真由美、金子有希、木村珠莉、黒沢ともよ、佐藤亜美菜、下地紫野、洲崎綾、鈴木絵理、髙野麻美、高森奈津美、立花理香、種﨑敦美、千菅春香、東山奈央、長島光那、原優子、早見沙織、春瀬なつみ、渕上舞、牧野由依、松井恵理子、松嵜麗、三宅麻理恵、村中知、杜野まこ、安野希世乃、山下七海、山本希望、佳村はるか、ルゥティン、和氣あず未 | 「EVERMORE（4thLIVE MIX）」                                         | ゲーム『アイドルマスター シンデレラガールズ』関連曲                              |
| 5月24日  | THE IDOLM@STER CINDERELLA GIRLS LITTLE STARS! エチュードは1曲だけ                                                                               | 渋谷凛（福原綾香）、上条春菜（長島光那）、神谷奈緒（松井恵理子）、神崎蘭子（内田真礼）、三船美優（原田彩楓） | 「エチュードは1曲だけ」                                             | テレビアニメ『アイドルマスター シンデレラガールズ劇場』エンディングテーマ        |
| 5月31日  | THE IDOLM@STER CINDERELLA GIRLS STARLIGHT MASTER 11 あんきら!?狂騒曲                                                                            | 神谷奈緒（松井恵理子） | 「Neo Beautiful Pain」                                              | ゲーム『アイドルマスター シンデレラガールズ スターライトステージ』関連曲         |
| 6月21日  | つぐもも キャラクターソングミニアルバム | 黒耀（松井恵理子） | 「濡烏」                                                            | テレビアニメ『つぐもも』関連曲                                                   |
| 7月12日  | 武装少女マキャヴェリズム ミュージック・コレクション Vol.2                                                                                       | 天羽斬々（松井恵理子） | 「KILLxKILL」                                                       | テレビアニメ『武装少女マキャヴェリズム』関連曲                                   |
| 12月13日 | THE IDOLM@STER CINDERELLA GIRLS MASTER SEASONS! WINTER!                                                                                         | 神谷奈緒（松井恵理子）、神崎蘭子（内田真礼）、脇山珠美（嘉山未紗） | 「Frost」                                                           | ゲーム『アイドルマスター シンデレラガールズ』関連曲                              |
| 2018年   | | |                                                                     |                                                                                  |
| 3月8日   | アイドルマスター シンデレラガールズ WILD WIND GIRL 第5巻特装版特典CD                                                                            | 神谷奈緒（松井恵理子）、北条加蓮（渕上舞） | 「Love∞Destiny（M@STER VERSION）」                                  | 漫画『アイドルマスター シンデレラガールズ WILD WIND GIRL』関連曲                 |
| 5月23日  | THE IDOLM@STER CINDERELLA GIRLS STARLIGHT MASTER 17 Nothing but You                                                                             | アナスタシア（上坂すみれ）、神谷奈緒（松井恵理子）、中野有香（下地紫野）、前川みく（高森奈津美）、星輝子（松田颯水） | 「Nothing but You（M@STER VERSION）」                               | ゲーム『アイドルマスター シンデレラガールズ スターライトステージ』関連曲         |
| 6月19日  | - | 神谷奈緒（松井恵理子） | 「お願い！シンデレラ 」                                             | ゲーム『アイドルマスター シンデレラガールズ スターライトステージ』関連曲         |
| 7月25日  | ウマ娘 プリティーダービー ANIMATION DERBY 03 Special Record!/Find My Only Way                                                                   | スペシャルウィーク（和氣あず未）、サイレンススズカ（高野麻里佳）、トウカイテイオー（Machico）、ウオッカ（大橋彩香）、ダイワスカーレット（木村千咲）、ゴールドシップ（上田瞳）、メジロマックイーン（大西沙織）、エルコンドルパサー（高橋未奈美）、グラスワンダー（前田玲奈）、シンボリルドルフ（田所あずさ）、エアグルーヴ（青木瑠璃子）、ヒシアマゾン（巽悠衣子）、フジキセキ（松井恵理子）、マルゼンスキー（Lynn）、テイエムオペラオー（徳井青空）、ビワハヤヒデ（近藤唯）、ナリタブライアン（相坂優歌）、オグリキャップ（高柳知葉） | 「Special Record!」                                                 | テレビアニメ『ウマ娘 プリティーダービー』挿入歌                                  |
| 7月25日  | ウマ娘 プリティーダービー ANIMATION DERBY 03 Special Record!/Find My Only Way                                                                   | スペシャルウィーク（和氣あず未）、サイレンススズカ（高野麻里佳）、トウカイテイオー（Machico）、ウオッカ（大橋彩香）、ダイワスカーレット（木村千咲）、ゴールドシップ（上田瞳）、メジロマックイーン（大西沙織）、エルコンドルパサー（高橋未奈美）、グラスワンダー（前田玲奈）、セイウンスカイ（鬼頭明里）、キングヘイロー（佐伯伊織）、ハルウララ（首藤志奈）、シンボリルドルフ（田所あずさ）、タイキシャトル（大坪由佳）、エアグルーヴ（青木瑠璃子）、ヒシアマゾン（巽悠衣子）、フジキセキ（松井恵理子）、マルゼンスキー（Lynn）、テイエムオペラオー（徳井青空）、ビワハヤヒデ（近藤唯）、ナリタブライアン（相坂優歌）、オグリキャップ（高柳知葉）、スーパークリーク（優木かな）、タマモクロス（大空直美）、イナリワン（井上遥乃）、ウイニングチケット（渡部優衣）、メジロライアン（土師亜文）、メジロドーベル（久保田ひかり）、ナイスネイチャ（前田佳織里）、エイシンフラッシュ（藤野彩水）、マチカネフクキタル（新田ひより）、メイショウドトウ（和多田美咲） | 「うまぴょい伝説」                                                  | テレビアニメ『ウマ娘 プリティーダービー』エンディングテーマ                      |
| 9月26日  | ウマ娘 プリティーダービー ANIMATION DERBY 06 | シンボリルドルフ（田所あずさ）、マルゼンスキー（Lynn）、ヒシアマゾン（巽悠衣子）、フジキセキ（松井恵理子）、エアグルーヴ（青木瑠璃子）、ナリタブライアン（相坂優歌）、ビワハヤヒデ（近藤唯） | 「Special Record!」                                                 | テレビアニメ『ウマ娘 プリティーダービー』関連曲                                  |
| 11月30日 | THE IDOLM@STER CINDERELLA GIRLS 6thLIVE MERRY-GO-ROUNDOME!!! MASTER SEASONS WINTER! SOLO REMIX                                                  | 神谷奈緒（松井恵理子） | 「Frost」                                                           | ゲーム『アイドルマスター シンデレラガールズ』関連曲                              |
| 12月12日 | THE IDOLM@STER CINDERELLA GIRLS STARLIGHT MASTER 24 Trinity Field                                                                               | 渋谷凛（福原綾香）、北条加蓮（渕上舞）、神谷奈緒（松井恵理子） | 「Trinity Field（M@STER VERSION）」                                 | ゲーム『アイドルマスター シンデレラガールズ スターライトステージ』関連曲         |
| 2019年   | | |                                                                     |                                                                                  |
| 8月14日  | THE IDOLM@STER CINDERELLA GIRLS STARLIGHT MASTER 31 Pretty Liar                                                                                 | 島村卯月（大橋彩香）、小日向美穂（津田美波）、五十嵐響子（種﨑敦美）、渋谷凛（福原綾香）、北条加蓮（渕上舞）、神谷奈緒（松井恵理子）、本田未央（原紗友里）、日野茜（赤﨑千夏）、高森藍子（金子有希） | 「Stage Bye Stage」                                                 | ゲーム『アイドルマスター シンデレラガールズ スターライトステージ』関連曲         |
| 9月2日   | THE IDOLM@STER CINDERELLA GIRLS 7thLIVE TOUR Special 3chord♪ Comical Pops! 会場オリジナルCD                                                     | 神谷奈緒（松井恵理子） | 「Nothing but You（M@STER VERSION）」                               | ゲーム『アイドルマスター シンデレラガールズ スターライトステージ』関連曲         |
| 11月20日 | THE IDOLM@STER CINDERELLA GIRLS Spin-off! オウムアムアに幸運を                                                                                  | 一ノ瀬志希（藍原ことみ）、神谷奈緒（松井恵理子）、黒埼ちとせ（佐倉薫）、佐藤心（花守ゆみり）、的場梨沙（集貝はな） | 「オウムアムアに幸運を」                                            | Webアニメ『THE IDOLM@STER CINDERELLA GIRLS 8周年特別企画 Spin-off!』テーマソング |
| 11月20日 | THE IDOLM@STER CINDERELLA GIRLS Spin-off! オウムアムアに幸運を                                                                                  | 神谷奈緒（松井恵理子） | 「オウムアムアに幸運を」                                            | Webアニメ『THE IDOLM@STER CINDERELLA GIRLS 8周年特別企画 Spin-off!』テーマソング |
| 11月20日 | Torchlight〜夢の灯り〜 | KiraraQuintet | 「Torchlight〜夢の灯り〜」                                          | ゲーム『きららファンタジア』主題歌                                               |
| 2020年   | | |                                                                     |                                                                                  |
| 2月14日  | THE IDOLM@STER CINDERELLA GIRLS 7thLIVE TOUR Special 3chord♪ Glowing Rock! 会場オリジナルCD                                                     | 神谷奈緒（松井恵理子） | 「Trinity Field（M@STER VERSION）」                                 | ゲーム『アイドルマスター シンデレラガールズ スターライトステージ』関連曲         |
| 2月19日  | THE IDOLM@STER CINDERELLA GIRLS STARLIGHT MASTER 36 義勇忍侠花吹雪                                                                              | 北条加蓮（渕上舞）、神谷奈緒（松井恵理子） | 「虹」                                                              | ゲーム『アイドルマスター シンデレラガールズ スターライトステージ』関連曲         |
| 7月15日  | THE IDOLM@STER CINDERELLA GIRLS STARLIGHT MASTER for the NEXT! 09 オタク is LOVE!                                                               | 荒木比奈（田辺留依）、神谷奈緒（松井恵理子）、安部菜々（三宅麻理恵） | 「オタク is LOVE!（M@STER VERSION）」                               | ゲーム『アイドルマスター シンデレラガールズ スターライトステージ』関連曲         |
| 7月15日  | THE IDOLM@STER CINDERELLA GIRLS STARLIGHT MASTER for the NEXT! 09 オタク is LOVE!                                                               | 神谷奈緒（松井恵理子） | 「オタク is LOVE!（M@STER VERSION）」                               | ゲーム『アイドルマスター シンデレラガールズ スターライトステージ』関連曲         |
| 10月7日  | THE IDOLM@STER CINDERELLA GIRLS STARLIGHT MASTER GOLD RUSH! 02 太陽の絵の具箱                                                                   | 日野茜（赤﨑千夏）、神谷奈緒（松井恵理子）、小日向美穂（津田美波） | 「OVER THE SKY」                                                    | ゲーム『アイドルマスター シンデレラガールズ スターライトステージ』関連曲         |
| 12月2日  | THE IDOLM@STER CINDERELLA MASTER Never ends ＆ Brand new!                                                                                       | THE IDOLM@STER CINDERELLA GIRLS for BEST5! | 「Never ends」                                                      | ゲーム『アイドルマスター シンデレラガールズ』関連曲                              |
| 2021年   | | |                                                                     |                                                                                  |
| 4月7日   | TVアニメ「SHOW BY ROCK!! STARS!!」挿入歌ミニアルバム Vol.2                                                                                      | 徒然なる操り霧幻庵 | 「乙女陽炎」                                                        | テレビアニメ『SHOW BY ROCK!! STARS!!』挿入歌                                     |
| 6月16日  | うまよん ミニアルバム | トウカイテイオー（Machico）、シンボリルドルフ（田所あずさ）、エアグルーヴ（青木瑠璃子）、フジキセキ（松井恵理子）、ヒシアマゾン（巽悠衣子） | 「Ring Ring ダイアリー」                                            | テレビアニメ『うまよん』主題歌                                                   |
| 6月16日  | うまよん ミニアルバム | テイエムオペラオー（徳井青空）、フジキセキ（松井恵理子）、マルゼンスキー（Lynn）、スマートファルコン（大和田仁美） | 「嗚呼それが我が宿命」                                              | テレビアニメ『うまよん』挿入歌                                                   |
| 7月21日  | 百華繚乱 参 | 西蓮（末柄里恵）、鳴狐（下屋則子）、星月夜正宗（松井恵理子） | 「水着」                                                            | ゲーム『天華百剣 -斬-』関連曲                                                    |
| 2022年   | | |                                                                     |                                                                                  |
| 1月26日  | THE IDOLM@STER CINDERELLA MASTER キセキの証 & Let's Sail Away!!! & ココカラミライヘ！                                                           | THE IDOLM@STER CINDERELLA GIRLS for BEST5! | 「キセキの証」                                                      | ゲーム『アイドルマスター シンデレラガールズ』関連曲                              |
| 1月26日  | THE IDOLM@STER CINDERELLA MASTER キセキの証 & Let's Sail Away!!! & ココカラミライヘ！ 特別限定盤                                                | 神谷奈緒（松井恵理子） | 「キセキの証」                                                      | ゲーム『アイドルマスター シンデレラガールズ』関連曲                              |
| 10月4日  | ウマ娘 プリティーダービー Solo Vocal Tracks Vol.5 －4th EVENT SPECIAL DREAMERS!! EXTRA STAGE－                                                  | フジキセキ（松井恵理子） | 「We are DREAMERS!!（Game Size）」 「BLOW my GALE（Game Size）」    | ゲーム『ウマ娘 プリティーダービー』関連曲                                        |
| 2023年   | | |                                                                     |                                                                                  |
| 11月15日 | THE IDOLM@STER CINDERELLA GIRLS STARLIGHT MASTER PLATINUM NUMBER 12 Night Time Wander                                                           | 神谷奈緒（松井恵理子）、日野茜（赤﨑千夏）、小日向美穂（津田美波） | 「Chai Maxx」                                                       | ゲーム『アイドルマスター シンデレラガールズ スターライトステージ』関連曲         |
| 2024年   | | |                                                                     |                                                                                  |
| 2月28日  | THE IDOLM@STER CINDERELLA MASTER パジャマジャマ ＆ この恋の解を答えなさい                                                                       | THE IDOLM@STER CINDERELLA GIRLS Stage for Cinderella groupC BEST5! | 「パジャマジャマ」                                                  | ゲーム『アイドルマスター シンデレラガールズ スターライトステージ』関連曲         |
| 4月10日  | THE IDOLM@STER CINDERELLA GIRLS STARLIGHT MASTER HEART TICKER! 05 Teeenage☆Groovin'                                                             | 荒木比奈（田辺留依）、神谷奈緒（松井恵理子）、安部菜々（三宅麻理恵） | 「ぱ ぴ ぷ ぺ POP!」                                                | ゲーム『アイドルマスター シンデレラガールズ スターライトステージ』関連曲         |
| 5月24日  | 劇場版『ウマ娘 プリティーダービー 新時代の扉』オリジナル・サウンドトラック                                                                      | ジャングルポケット（藤本侑里）、アグネスタキオン（上坂すみれ）、マンハッタンカフェ（小倉唯）、ダンツフレーム（福嶋晴菜）、フジキセキ （松井恵理子）、テイエムオペラオー（徳井青空）、ナリタトップロード（中村カンナ）、メイショウドトウ（和多田美咲）、アドマイヤベガ（咲々木瞳）、オグリキャップ（高柳知葉）、ダイワスカーレット（木村千咲）、アグネスデジタル（鈴木みのり）、ユキノビジン（山本希望）、ライスシャワー（石見舞菜香）、エアシャカール（津田美波）、カレンチャン（篠原侑）、ゴールドシチー（香坂さき）、トーセンジョーダン（鈴木絵理）、ハルウララ（首藤志奈）、キングヘイロー（佐伯伊織）、ヒシミラクル（春日さくら） | 「うまぴょい伝説」                                                  | 劇場アニメ『ウマ娘 プリティーダービー 新時代の扉』エンディングテーマ             |
| 6月19日  | THE IDOLM@STER CINDERELLA GIRLS STARLIGHT MASTER HEART TICKER! 08 スバル                                                                        | 大石泉（大木咲絵子）、乙倉悠貴（中島由貴）、多田李衣菜（青木瑠璃子）、水本ゆかり（藤田茜）、神谷奈緒（松井恵理子） | 「スバル（M@STER VERSION）」                                        | ゲーム『アイドルマスター シンデレラガールズ スターライトステージ』関連曲         |
| 6月19日  | THE IDOLM@STER CINDERELLA GIRLS STARLIGHT MASTER HEART TICKER! 08 スバル                                                                        | 神谷奈緒（松井恵理子） | 「スバル（M@STER VERSION）」                                        | ゲーム『アイドルマスター シンデレラガールズ スターライトステージ』関連曲         |

## ライブ

### ワンマンライブ
| 公演日        | タイトル                                                   | 会場               |
| ------------- | ---------------------------------------------------------- | ------------------ |
| 2017年3月18日 | 松井恵理子・バースデイ・ファースト・ライブ『Rainbow Days』 | 原宿アストロホール |

### 合同ライブ
| 出演日               | タイトル                                                                                          | 会場                                                   |
| -------------------- | ------------------------------------------------------------------------------------------------- | ------------------------------------------------------ |
| 2014年11月30日       | THE IDOLM@STER CINDERELLA GIRLS 2ndLIVE PARTY M@GIC!!                                             | 国立代々木第一体育館（東京都）                         |
| 2015年3月8日         | P's Live! 02 〜LOVE&P's〜                                                                         | 横浜アリーナ（神奈川県）                               |
| 2015年8月22日        | TVアニメえとたまイベント「ETOTAMA Fes.」                                                          | 山野ホール（東京都）                                   |
| 2015年11月8日        | 徒然なるクリクリプラズマ♪ガールズバンドふぇすてぃばる！ 〜みーんな大好きにゃん？〜                | 新木場STUDIO COAST（東京都）                           |
| 2015年11月29日       | THE IDOLM@STER CINDERELLA GIRLS 3rdLIVE シンデレラの舞踏会 - Power of Smile -                     | 幕張メッセ国際展示場 9-11番ホール（千葉県）            |
| 2016年8月26日        | Animelo Summer Live 2016 刻-TOKI-                                                                 | さいたまスーパーアリーナ（埼玉県）                     |
| 2016年9月4日         | THE IDOLM@STER CINDERELLA GIRLS 4thLIVE TriCastle Story Starlight Castle                          | 神戸ワールド記念ホール（兵庫県）                       |
| 2016年10月16日       | THE IDOLM@STER CINDERELLA GIRLS 4thLIVE TriCastle 346 Castle                                      | さいたまスーパーアリーナ（埼玉県）                     |
| 2017年7月1日         | ウマ娘 プリティーダービー 1st EVENT「Special Weekend!」                                           | 舞浜アンフィシアター（千葉県）                         |
| 2017年7月29日・30日  | THE IDOLM@STER CINDERELLA GIRLS 5thLIVE TOUR Serendipity Parade!!! 福岡公演                       | 西日本総合展示場 新館（福岡県）                        |
| 2017年8月12日        | THE IDOLM@STER CINDERELLA GIRLS 5thLIVE TOUR Serendipity Parade!!! さいたまスーパーアリーナ公演   | さいたまスーパーアリーナ（埼玉県）                     |
| 2017年11月19日       | アイドルマスター シンデレラガールズ 6th Anniversary Memorial Party                                | 舞浜アンフィシアター（千葉県）                         |
| 2018年4月7日・8日    | THE IDOLM@STER CINDERELLA GIRLS Initial Mess@ge                                                   | 台北国際会議中心（台湾 台北市）                        |
| 2018年8月25日        | Animelo Summer Live 2018 "OK!"                                                                    | さいたまスーパーアリーナ（埼玉県）                     |
| 2018年12月1日・2日   | THE IDOLM@STER CINDERELLA GIRLS 6thLIVE MERRY-GO-ROUNDOME!!!                                      | ナゴヤドーム（愛知県）                                 |
| 2019年11月9日・10日  | THE IDOLM@STER CINDERELLA GIRLS 7thLIVE TOUR Special 3chord♪ Funky Dancing!                       | ナゴヤドーム（愛知県）                                 |
| 2019年11月24日       | 「SHOW BY ROCK!!」3969 GRATEFUL ROCK FESTIVAL                                                     | オリンパスホール八王子（東京都）                       |
| 2020年2月15日・16日  | THE IDOLM@STER CINDERELLA GIRLS 7thLIVE TOUR Special 3chord♪ Glowing Rock!                        | 京セラドーム大阪（大阪府）                             |
| 2021年1月10日        | THE IDOLM@STER CINDERELLA GIRLS Broadcast & LIVE Happy New Yell!!!                                | 幕張メッセ国際展示場 1-3番ホール（千葉県）             |
| 2021年10月3日        | TVアニメ「SHOW BY ROCK!!STARS!!」ガールズバンドふぇす!!2021                                       | 立川ステージガーデン（東京都）                         |
| 2021年11月27日・28日 | THE IDOLM@STER CINDERELLA GIRLS 10th ANNIVERSARY M@GICAL WONDERLAND TOUR!!! Celebration Land      | 幕張イベントホール（千葉県）                           |
| 2022年3月7日         | ウマ娘 プリティーダービー 4th EVENT「SPECIAL DREAMERS!!」                                         | 武蔵野の森総合スポーツプラザ・メインアリーナ（東京都） |
| 2022年5月14日        | バンダイナムコエンターテインメントフェスティバル 2nd                                              | ZOZOマリンスタジアム（千葉県）                         |
| 2023年2月11日        | THE IDOLM@STER M@STERS OF IDOL WORLD!!!!! 2023                                                    | 東京ドーム（東京都）                                   |
| 2023年9月9日・10日   | THE IDOLM@STER CINDERELLA GIRLS Shout out Live!!!                                                 | 愛知県国際展示場 ホールA（愛知県）                     |
| 2024年4月6日         | THE IDOLM@STER CINDERELLA GIRLS UNIT LIVE TOUR ConnecTrip! 大阪公演                               | Zepp Osaka Bayside（大阪府）                           |
| 2024年9月14日・15日  | THE IDOLM@STER CINDERELLA GIRLS STARLIGHT FANTASY                                                 | Kアリーナ横浜（神奈川県）                              |
| 2025年4月26日・27日  | THE IDOLM@STER CINDERELLA GIRLS STARLIGHT STAGE 10th ANNIVERSARY TOUR Let’s AMUSEMENT!!! 東京公演 | 有明アリーナ（東京都）                                 |

## 書籍

### 連載
- 声優グランプリ（2016年4月9日 - 、主婦の友社） - 「松井恵理子のまつあに!!」